# Rudolf Schneider (Fußballspieler, 1916)
Rudolf Schneider (* 25. April 1916; † unbekannt)  war ein deutscher Fußballspieler. Von 1935 bis 1951 spielte er in Berlin und Graz Erstligafußball. Sein Bruder war der Fußballspieler Werner Schneider.

## Sportliche Laufbahn
Seine ersten Spiele im Männerbereich bestritt Rudolf Schneider als 19-jähriger in der Saison 1936/36 für den Berliner Verein Hertha BSC. Unter anderem wurde er im Erstrundenspiel des Tschammerpokals 1935 aufgeboten. 1937 wurde Schneider mit Hertha BSC Meister der Gauliga Berlin-Brandenburg und bestritt in der Endrunde zur Deutschen Meisterschaft fünf der sechs Vorrundenspiele. Im Spiel gegen Schalke 04 erzielte er bei der 1:2-Niederlage den Ehrentreffer der Berliner. 1938 wurde Schneider noch einmal im Tschammerpokal in zwei Vorrundenspielen eingesetzt und schoss in der 1. Runde beim 2:1-Sieg über den 1. SV Jena beide Tore.
Zur Saison 1940/41 schloss sich Rudolf Schneider dem österreichischen Verein Sturm Graz an, der seit dem Anschluss von 1938 unter dem Dach des DFB spielte. Beim 9:0-Sieg über Admira Wien in der Vorrunde des Tschammerpokals gelang ihm gleich zu Beginn mit seinen zwei Toren ein bemerkenswerter Erfolg. Am Saisonende stieg er mit Graz in die Gauliga Ostmark auf. Nach dem sofortigen Wiederabstieg kehrte Schneider bis zum Kriegsende nicht mehr in die Erstklassigkeit zurück.
1947 war Rudolf Schneider wieder nach Berlin zurückgekehrt und begann dort bei der SG Charlottenburg seine Fußballkarriere in der gesamtberliner Stadtliga fortzusetzen. Zur Spielzeit 1948/49 wechselte er zum Ost-Berliner Stadtliga-Aufsteiger SC Lichtenberg 47. Nach dessen sofortigem Wiederabstieg erkämpfte dieser mit Schneider 1950 einen Wiederaufstiegsplatz. Eine Rückkehr in die Stadtliga verhinderte indes der ostdeutsche Sportausschuss, der wegen der Einführung des Vertragsspielersystems in der Stadtliga alle Ostberliner Mannschaften in den DDR-Fußballbetrieb eingliederte. Der SC 47, der in die DDR-Oberliga, der höchsten DDR-Spielklasse, eingegliedert worden war, ging mit dem inzwischen 34-jährigen Rudolf Schneider im Kader in die Oberligasaison 1950/51. Bis zum 20. Spieltag wurde Schneider mit Unterbrechungen als halbrechter Stürmer eingesetzt. Ende Januar erkrankte er und wurde bis zum Saisonende nicht mehr eingesetzt. Er hatte bis dahin elf Oberligaspiele bestritten und hatte ein Tor erzielt. Schneider kehrte nicht mehr in den Leistungsfußball zurück, trat aber noch in den Spielen der Traditionsmannschaft von Lichtenberg 47 auf.

## Berufliche Entwicklung
Während seiner Herthaner Zeit nahm Schneider ein Medizinstudium auf. Als er in Graz Fußball spielte, promovierte er zum Doktor der Medizin.